# هان كوك-يونغ
هان كوك-يونغ (هانغل: 한국영) (مواليد 19 أبريل 1990 في سيول، كوريا الجنوبية) هو لاعب كرة قدم كوري جنوبي.

## إحصائيات مع الأندية
آخر تحديث 1 نوفمبر 2014..
| أداء الفريق   | أداء الفريق   | أداء الفريق    | الدوري    | الدوري  | الكأس                | الكأس                | كأس الدوري          | كأس الدوري          | القارة    | القارة  | أخرى      | أخرى    | المجموع   | المجموع |
| الموسم        | النادي        | الدوري         | المباريات | الأهداف | المباريات            | الأهداف              | المباريات           | الأهداف             | المباريات | الأهداف | المباريات | الأهداف | المباريات | الأهداف |
| اليابان       | اليابان       | اليابان        | الدوري    | الدوري  | كأس إمبراطور اليابان | كأس إمبراطور اليابان | كأس الدوري الياباني | كأس الدوري الياباني | آسيا      | آسيا    | أخرى      | أخرى    | المجموع   | المجموع |
| ------------- | ------------- | -------------- | --------- | ------- | -------------------- | -------------------- | ------------------- | ------------------- | --------- | ------- | --------- | ------- | --------- | ------- |
| 2010          | شونان بلمار   | الدرجة الأولى  | 19        | 0       | —                    | —                    | 5                   | 0                   | —         | —       | —         | —       | 24        | 0       |
| 2011          | شونان بلمار   | الدرجة الثانية | 30        | 0       | 2                    | 0                    | —                   | —                   | —         | —       | —         | —       | 32        | 0       |
| 2012          | شونان بلمار   | الدرجة الثانية | 27        | 0       | 1                    | 0                    | —                   | —                   | —         | —       | —         | —       | 28        | 0       |
| 2013          | شونان بلمار   | الدرجة الأولى  | 30        | 0       | 0                    | 0                    | 2                   | 0                   | —         | —       | —         | —       | 32        | 0       |
| 2014          | كاشيوا ريسول  | الدرجة الأولى  | 9         | 0       | 0                    | 0                    | 2                   | 0                   | —         | —       | —         | —       | 11        | 0       |
| قطر           | قطر           | قطر            | الدوري    | الدوري  | كأس أمير قطر         | كأس أمير قطر         | كأس نجوم قطر        | كأس نجوم قطر        | آسيا      | آسيا    | أخرى1     | أخرى1   | المجموع   | المجموع |
| 2014–15       | قطر           | دوري نجوم قطر  | 21        | 4       | 0                    | 0                    | 0                   | 0                   | —         | —       | —         | —       | 21        | 4       |
| 2015–16       | قطر           | دوري نجوم قطر  | 26        | 4       | 0                    | 0                    | 0                   | 0                   | —         | —       | —         | —       | 26        | 4       |
| المجموع       | اليابان       | اليابان        | 115       | 0       | 3                    | 0                    | 9                   | 0                   | —         | —       | —         | —       | 127       | 0       |
| المجموع       | قطر           | قطر            | 47        | 8       | 0                    | 0                    | 0                   | 0                   | —         | —       | —         | —       | 47        | 8       |
| المجموع الكلي | المجموع الكلي | المجموع الكلي  | 162       | 8       | 3                    | 0                    | 9                   | 0                   | —         | —       | —         | —       | 174       | 8       |

1وتشمل البطولات الأخرى كأس السوبر القطري وكأس قطر.